# Leopoldo Torres Agüero
Leopoldo Torres Agüero (La Rioja, 12 de febrero de 1924 - París, 31 de diciembre de 1995) fue un pintor, escultor y ensayista argentino.

## Biografía
Se crio en La Rioja mudándose a Buenos Aires en 1941 y luego a París donde fue discípulo de Cándido Portinari. 
De regreso en Buenos Aires en 1952 fue profesor en la Academia de Bellas Artes y perteneció al grupo formado por Raúl Soldi, Batlle Planas y Osvaldo Svanascini. En 1953 pintó el mural Cristo en el Monte de los Olivos en la iglesia católica de Olivos.
Vivió en Japón entre 1959 y 1962, estadía que influyó en su arte y estilo hacia la abstracción y luego el Op Art.
Fue embajador argentino ante la UNESCO en 1994, cargo que desempeñaba al momento de su fallecimiento.
Mereció el Premio Palanza en 1989 y la Orden de las Artes y las Letras del gobierno francés.
Casado con la escultora francesa Monique Rozanés, anteriormente fue primer marido de Odile Begué Baron Supervielle con quien tuvo dos hijos y de Katia Schekhter con quien tuvo dos hijos: Pedro Torres Agüero y Diego Torres Agüero.  
El crítico Rafael Squirru escribió un ensayo sobre su obra.

## Publicaciones
- Del Escrito
- La montaña y su dibujo